# Giampaolo Stuani
Giampaolo Stuani (Castiglione delle Stiviere, 1966) è un pianista italiano.
Diplomato in pianoforte al Conservatorio di Musica Lucio Campiani di Mantova sotto la guida di Nando Salardi. Pupillo di Bruno Mezzena nel 1985 ottiene il diploma speciale summa cum laude presso l'Accademia Musicale Pescarese.

## Premi
Giampaolo Stuani ha ottenuti primi premi in prestigiosi concorsi pianistici nazionali e internazionali quali: Scottish International (Glasgow), Alfredo Casella (Napoli), Rina Sala Gallo (Monza), Vincenzo Bellini (Caltanissetta), A. Speranza (Taranto).
Ha inoltre vinto svariati premi in competizioni mondiali: Ciani, Busoni , Viotti, Pozzoli (Italy), Bachauer , Kapell, Cleveland (in the USA), Épinal (Francia), Pretoria (Sudafrica), Hamamatsu (Giappone).

## Registrazioni
Stuani ha inciso per le etichette Dynamic, Olympia, Fontec e OnClassical.